# Taraz Airport
Taraz Airport är en flygplats i Kazakstan.   Den ligger i oblystet Zjambyl, i den södra delen av landet, 900 km söder om huvudstaden Astana. Taraz Airport ligger 662 meter över havet.
Terrängen runt Taraz Airport är platt, och sluttar norrut. Runt Taraz Airport är det tätbefolkat, med 819 invånare per kvadratkilometer. Närmaste större samhälle är Taraz, 7,3 km nordost om Taraz Airport. Trakten runt Taraz Airport består i huvudsak av gräsmarker.